# Hemipepsis
Genre
Hemipepsis est un genre d'insectes hyménoptères apocrites, de la famille des Pompilidae. Ce genre n'est pas reconnu par toutes les classifications.  

## Liste des espèces
Selon Fauna Europaea (22 juin 2013) :
- Hemipepsis brunnea
- Hemipepsis mauritanica